# Mokonda Bonza Florentin
Mokonda Bonza Florentin, né le 4 avril 1948, est un homme politique et universitaire congolais titulaire d'un doctorat en sciences économiques et professeur à l'université de Kinshasa. Il a également été sénateur élu de la province du Bas-Uele de janvier 2007 à mars 2019.
Dans le passé, Mokonda Bonza Florentin a occupé plusieurs fonctions au sein du gouvernement congolais. Entre le 1er novembre 1983 et le 28 juillet 1988, il a successivement été vice-ministre au ministère de l’agriculture et du développement rural, puis a été titulaire des ministères suivants : Portefeuille, enseignement supérieur, universitaire et recherche scientifique, économie nationale et industrie, développement rural.
Du 28 juillet 1988 jusqu’au 31 décembre 1991, Mokonda Bonza Florentin a exercé les fonctions de directeur de cabinet du président Mobutu.

## Biographie
Mokonda Bonza Florentin naît le 4 avril 1948 à Buta (Congo) à la maternité du centre extra-coutumier. Un mois plus tard, sa mère regagna Bondekpo, le village de son père, situé dans le groupement Bangba, secteur Mobati, qui fait partie des six circonscriptions administratives du territoire de Buta.[source insuffisante]
Dans cette région, l'administration coloniale belge avait rassemblé une grande tribu, les Bagbe, et trois autres petits segments des tribus éparpillées : les Bawenza, les Babenge, les Babati et les Bongengeta, sous l'autorité d'un même chef. Les Bagbe, les Babenge et les Babati sont issus d'une même descendance et parlent tous la langue Bati avec des intonations légèrement différentes.
Après avoir grandi avec sa grand-mère paternelle, Albertine Nkakasa, dans un village situé le long du chemin de fer reliant Aketi à Mungbere, Mokonda Bonza est inscrit à l'école primaire chez les Frères Maristes de Buta en septembre 1954. En 1960, il termine ses six années d'école primaire avec un certificat.
Il entame ensuite un premier cycle des humanités modernes économiques en septembre 1960, puis un second cycle en septembre 1963. Cependant, en août 1964, la Province Orientale connaît une rébellion qui le force à quitter Buta pour le village de ses parents, où il apprend à devenir homme en participant à toutes les activités du milieu coutumier : économie de cueillette (chasse, pêche, pièges, récolte du miel, ramassage champignons et escargots, construction des huttes, extraction du vin de palme, etc.), exploitation agricole, culture (danses, jeux, contes…).
En 1966, Mokonda Bonza arrive à Kisangani pour étudier au collège Sacré-Cœur, où il est orienté en seconde moderne économique. Il poursuit ses études à l'université libre du Congo (actuellement Université de Kinshasa) en philosophie et lettres, avec une prédilection pour la faculté des sciences politiques, sociales et économiques, où il obtient son diplôme en 1974.[réf. nécessaire]

## Carrière
Sa carrière politique débute en 1983 lorsqu'il est nommé secrétaire d'état à l'agriculture et au développement rural. Au fil des ans, Mokonda Bonza crée et dirige plusieurs partis politiques et regroupements. Il a également joué un rôle actif dans des commissions d'enquête parlementaires et participé à plusieurs dialogues nationaux pour résoudre les problèmes du pays. En 2006, il se présente comme candidat à l'élection présidentielle.[source insuffisante]
En tant qu'universitaire, Mokonda Bonza a également enseigné dans différentes institutions en République Démocratique du Congo, RDC et à l'étranger. Il a notamment participé à des missions de recherche et de consultation pour des organisations internationales.
Aujourd'hui, il est impliqué dans la lutte pour le développement et la démocratie en République Démocratique du Congo, en particulier en tant que membre d'organisations politiques et de la société civile œuvrant pour le progrès et la stabilité du pays.[source insuffisante]

## Parcours politique
De novembre 1983 à juillet 1988, il occupe le poste de secrétaire d'état à l'agriculture et au développement rural, ainsi que celui de ministre intérimaire au même ministère.[réf. nécessaire]
En juillet 1988, il devient directeur du cabinet du président Mobutu avec rang de vice premier ministre, et conserve ce poste jusqu'à la fin de l'année 1991, date à laquelle il démissionne.[source insuffisante]
De janvier 2007 à mars 2019, il est actif dans la politique sénatoriale, assumant successivement les fonctions de président du groupe politique des chrétiens démocrates et alliés (CDA), de président du regroupement politique initiative pour un Congo nouveau, I.C.N., de vice-président de la commission permanente du sénat chargé des relations avec les provinces et les entités territoriales décentralisées, ainsi que de modérateur de l’opposition républicaine.[source insuffisante]
Depuis mars 2019 jusqu'à aujourd'hui, il est à la tête du parti politique Convention des Démocrates Chrétiens (C.D.C.) et préside également le regroupement politique nouvelle initiative pour le Congo (N.I.C.). En outre, il joue un rôle central en tant qu'animateur principal du groupe : Partis et regroupements politiques ayant récusé le processus électoral de 2018.[source insuffisante]